# Erioptera circumambiens
Erioptera circumambiens är en tvåvingeart som beskrevs av Alexander 1957. Erioptera circumambiens ingår i släktet Erioptera och familjen småharkrankar.
Artens utbredningsområde är Zimbabwe. Inga underarter finns listade i Catalogue of Life.